# Järnvägslinjen Storuman–Hällnäs
Järnvägslinjen Storuman–Hällnäs är en järnväg mellan Storuman och Hällnäs i Västerbottens län.

## Historia
I riksdagen motionerades det 1907 om en förbindelse över Lycksele mellan Stambanan genom övre Norrland och den påtänkta Inlandsbanan. Efter ett beslut 1916 att hela Inlandsbanan skulle byggas beslöt riksdagen 1917 att tre tvärbanor skulle byggas och 1918 fick sträckan Hällnäs–Stensele det första anslaget. Järnvägen började byggas och 1922 öppnades den första delen från Hällnäs till Åmsele för provisorisk godstrafik och 1923 var det klart till Ume älv innan Lycksele. Sträckan Hällnäs–Lycksele öppnades för allmän trafik den 16 december 1924. Fortsättningen mot Storuman ville regeringen skjuta på framtiden men riksdagen anslog pengar 1924. Till Umgransele började provisorisk godstrafik 1926 och till Åskilje 1927. Sträckan mellan Lycksele och Storuman öppnade för allmän trafik den 1 december 1930.
Persontrafiken med motorvagn Y1 lades ned 1995, fast på delsträckan mellan Lycksele och Storuman redan 1992. Persontrafiken återupptogs augusti 2011 med motorvagn Y31 mellan Lycksele och Hällnäs, men pausades igen 2022 och ersattes med busstrafik.

## Banan
Banan, som är den längsta av de tre tvärbanor som byggdes mellan Inlandsbanan och Stambanan genom övre Norrland, är knappa 17 mil, har skarvspår, är enkelspårig, ej elektrifierad och så kallad System M-sträcka (tidigare TAM), där trafiken regleras av tågklarerare på respektive station. Det är sedan hösten 2019 möjligt att mötas vid två stationer längs sträckan: Lycksele och den återöppnade Åmsele station. Banan har relativt många raksträckor, särskilt väster om Lycksele, som dock ofta bryts av hastighetsreducerande kurvor, som blir dimensionerande för hela banans hastighetsstandard. Öster om Lycksele är banan betydligt kurvigare.
Banan har i huvudsak träslipers med spikbefästningar och makadamballast, dock med otillräckligt djup. Högsta hastighet för godstågen är 70 km/h och banan tillåter 22,5 tons axellast. Inför återstarten av persontrafiken till Lycksele utfördes hastighetshöjande banunderhåll under hösten 2011 och högsta hastigheten för motorvagnar på delar av sträckan mellan Lycksele och Hällnäs höjdes till 90 km/h.

### Projekt på banan
Man har börjat planera för en elektrifiering av sträckan Lycksele-Hällnäs där det pågår arbete med att ta fram järnvägsplaner och utredningar för att kunna ta beslut om framtida elektrifiering. Det planeras också för ett triangelspår i Storuman för att underlätta tågtrafik mellan Inlandsbanan söder om Storuman och banan Storuman–Hällnäs, med preliminär byggstart 2020.
[uppföljning saknas]

## Trafik
Norrtåg, som ägs av regionerna i de fyra nordligaste länen, drev sedan 2011 persontrafik på banan med tåg från Umeå till Lycksele. Restiden Umeå–Lycksele var cirka 1 timme och 45 minuter, något mindre än med buss. Från och med den 10 december 2022 drogs persontrafiken till Lycksele in och ersattes med buss. Orsaken är att tillgången till endast en dieselmotorvagn som krävs för trafik på den oelektrifierade sträckan Hällnäs–Lycksele är otillräckligt för att bedriva en tillförlitlig trafik. Det är i nuläget oklart om och i så fall när trafiken med tåg till Lycksele återupptas.
Vy var företaget som på uppdrag av Norrtåg körde tågtrafiken.
Sträckan Storuman–Hällnäs trafikeras helger av ett par godståg från Green Cargo. Hector Rail kör dagligen på uppdrag av SCA, virkeståg från Storuman och Lycksele till Gimonäs och Piteå